# تاريخ الزوقنيني المنحول لديونيسوس التلمحري
تاريخ الزوقنيني المنحول لديونيسوس التلمحري هو كتاب تاريخ كُتب باللغة السريانية وترجمه إلى العربية بطرس قاشا، احتوى الكتاب على أخبار الفترة من سنة 574 الميلادية حتى 775 الميلادية الموافقة لسنة 158 الهجرية، قال المؤلف الزوقنيني المتوفى سنة 775 الميلادية "لم نجد كتاباً يدوّن أخبار هذه الفترة التي مرّت على آبائنا وعلينا حيث من جرّاء خطايانا أصبحنا أسرى بيد الآشوريين والبرابرة فلم نرَ أحداً يكتب عمّا أصابنا من المرارة والمصائب. وهذا ما حمَلَنا أن نذكر زمننا الشرير هذا، بكتاب نُخبر فيه ما حملته الأرضُ على أيدي الآشوريين"، نشرَ الكتابَ أولاً الأبُ يوحنّا شابو بالفرنسية سنة 1895 الميلادية، ثم ترجَمَه الشمّاس بطرس متي قاشا سنة 1971، ونشرته المكتبة البوليسية في لبنان سنة 2006.

## الزوقنيني
الزوقنيني راهب سرياني يعقوبي منسوب إلى دير زوقنين القريب من ديار بكر، له اطلاع كامل على الكتاب المقدس، وفسّر بعض الأحداث بأنها من نبوّات العهد القديم، رأى أن كل حدث محزن مفجع إنما هو عقوبة إلهية لخطايا البشر، كتب كتاباً ذا جزأين ذكرَ فيه التاريخ من بدء الخلق حتى زمانه، فُقدت الصفحات الأولى من مخطوطته فلم يُعرف من مؤلفها، فظنّ السمعاني أن مؤلف الكتاب هو ديونيسوس التلمحري، قال "فنسبه السمعانيُّ خطأً إلى ديونيسيوس التلمحريّ، إلا أن النقد العلمي أوضح بلسان نولدكه إلى القول إنه من وضع راهب عاش إلى سنة 774 في دير زوقنين وإلى الفرباذوط لعازر"، ذكر الزوقنيني في تاريخه أحداثاً مفصلة لفترة أواخر الدولة الأموية وبداية الدولة العباسية حتى عهد الخليفة المهدي، وتفرّدَ في ذكر حوادث كثيرة في تلك الفترة لم تُذكر في كتب التاريخ العربية واليونانية والسريانية وفقاً لقول الشمّاس بطرس متى قاشا، اعتمد الزوقنيني في فترة بدء الخلق حتى سنة 313 الميلادية على كتاب أوسابيوس القيصري، واعتمد على المؤرخ سقراط فيما بين سنة 313 حتى 485، وعلى القسم الثاني من تاريخ يوحنّا الأفسسيّ فيما بين 489 و578 واشتمل الكتاب على قسم للسنوات بين 587 حتى 775 وهو القسم الذي ترجمه بطرس متى قاشا، وفيه وصف للأحوال الاجتماعية والاقتصادية لتلك الفترة.

## نقد
قال تيسير خلف في مقاله (التواريخ السريانية وتأسيس الوعي النقدي) "فهذا الكتاب بالإضافة إلى اختصار فقراته المتعلقة بفترة الفتوح الإسلامية، فإنه يعاني من اضطراب كبير في التواريخ لا يمكن الركون إليه بأيّ شكل من الأشكال، وخصوصاً في الفترة التي جعلناها هدفاً لبحثنا، غير أن أهميته تزداد عند تناوله للفترتين الأموية والعباسية نظراً لأنه ينقل الأحداث بصفته شاهد عيان".

## وصلات خارجية
- التاريخ الزوقنيني المنحول لديونيسيوس التلمحري.